# Ed Helms
Edward Parker 'Ed' Helms (Atlanta, Georgia, 1974. január 24. –) amerikai színész, humorista, énekes, forgatókönyvíró és producer.
Leghíresebb szerepei közé tartozik Andy Bernard az Office című sorozatból és Stuart Price a Másnaposok-trilógiából. Szinkronszerepei közé tartozik a Lorax (2012) és a Alsógatyás kapitány: Az első nagyon nagy film (2017). Helms továbbá a The Daily Show tudósítójaként is ismert.

## Gyermekkora és tanulmányai
A Georgia állambeli Atlantában született. Angol, ír, német, holland és francia származású. Helms 13 éves korában nyílt szívműtéten esett át, hogy helyrehozzák a súlyos veleszületett szívbetegségét, amelyet supravalvularis aorta- és pulmonális érszűkületként írt le. Helms szerint a műtét kilenc órán át tartott, és utána egy hétig az intenzív osztályon tartották.
Fiatalkorában az Interlochen Center for the Arts-ba járt, és a Westminster Schoolban végzett egy évvel az Office szereplője, Brian Baumgartner után, 1992-ben. Helms geológia szakra jelentkezett az Oberlin College-ba, de végül 1996-ban szerzett bölcsészdiplomát filmelmélet és -technológia szakon. Egy szemesztert töltött a Tisch School of the Arts-ban cserediákként.

## Magánélete
Helms házas és egy lánya van.
A Knox College tiszteletbeli díszdoktora, ahol a 2013-as évnyitó beszédét tartotta. 2014 májusában Helms beszédet mondott a Cornell Egyetemen, Andy Bernard alma materében, akit hét évadon át alakított az Office című sorozatban. 2015 májusában beszédet mondott a Virginiai Egyetemen.

## Filmográfia

### Film
| Év   | Magyar cím                                    | Eredeti cím                                    | Szerep                                                    | Magyar hang     |
| ---- | --------------------------------------------- | ---------------------------------------------- | --------------------------------------------------------- | --------------- |
| 2004 |                                               | Blackballed: The Bobby Dukes Story             | Bunker McLaughlin                                         |                 |
| 2006 | Kis nagy hős                                  | Everyone's Hero                                | Hobo Louie (hangja)                                       | Vass Gábor      |
| 2006 | Éjszaka a múzeumban                           | Night at the Museum                            | fogorvos (törölt jelenet)                                 |                 |
| 2007 | Evan, a minden6ó                              | Evan Almighty                                  | riporter / Ed Carson                                      | Széles Tamás    |
| 2007 |                                               | I'll Believe You                               | Leon                                                      |                 |
| 2007 | A lankadatlan – A Dewey Cox sztori            | Walk Hard: The Dewey Cox Story                 | színpadmester                                             | Juhász György   |
| 2008 | Fél-profi                                     | Semi-pro                                       | riporter                                                  |                 |
| 2008 | Egy boltkóros naplója                         | Confessions of a Shopaholic                    | Garret E. Barton (cameo)                                  | Rosta Sándor    |
| 2008 | Az üresfejű                                   | Meet Dave                                      | Kettes                                                    | Maday Gábor     |
| 2008 | Kalandférgek 2. – Öbölből vödörbe             | Harold & Kumar Escape from Guantanamo Bay      | tolmács                                                   | Kerekes József  |
| 2008 | Alulképző                                     | Lower Learning                                 | Maurice Bunting                                           | Sörös Miklós    |
| 2009 |                                               | The Smell of Success                           | Chet Pigford                                              |                 |
| 2009 | Másnaposok                                    | The Hangover                                   | Stuart Price                                              | Forgács Péter   |
| 2009 | Szörnyek az űrlények ellen                    | Monsters vs. Aliens                            | hírolvasó (hangja)                                        | Maday Gábor     |
| 2009 | Éjszaka a múzeumban 2.                        | Night at the Museum: Battle of the Smithsonian | Larry Daley asszisztense                                  | Fesztbaum Béla  |
| 2009 | A verda horda – Adj el, vagy hullj el!        | The Goods: Live Hard, Sell Hard                | Paxton Harding                                            | Rajkai Zoltán   |
| 2011 | Céges buli                                    | Cedar Rapids                                   | Tim Lippe                                                 | Csankó Zoltán   |
| 2011 | Másnaposok 2.                                 | The Hangover Part II                           | Stuart Price                                              | Forgács Péter   |
| 2011 | Jeff, aki otthon lakik                        | Jeff, Who Lives at Home                        | Pat                                                       | Galambos Péter  |
| 2011 |                                               | High Road                                      | Barry                                                     |                 |
| 2012 | Lorax                                         | The Lorax                                      | Valahász (hangja)                                         | Bereczki Zoltán |
| 2012 | Lorax                                         | The Lorax                                      | idős Valahász (hangja)                                    | Reviczky Gábor  |
| 2013 | Családi üzelmek                               | We're the Millers                              | Brad Gurdlinger                                           | Forgács Péter   |
| 2013 | Másnaposok 3.                                 | The Hangover Part III                          | Stuart Price                                              | Forgács Péter   |
| 2014 | Vállalhatatlan zsák foltot keres              | Someone Marry Barry                            | Ben                                                       | Bozsó Péter     |
| 2014 |                                               | They Came Together                             | Eggbert                                                   |                 |
| 2014 | Felnyomva                                     | Stretch                                        | Karl                                                      | Kerekes József  |
| 2015 | Vakáció                                       | Vacation                                       | Russell "Rusty" Griswold                                  | Forgács Péter   |
| 2015 | Káosz karácsonyra                             | Love the Coopers                               | Hank                                                      | Fesztbaum Béla  |
| 2017 |                                               | The Clapper                                    | Eddie Krumble                                             |                 |
| 2017 | Alsógatyás kapitány: Az első nagyon nagy film | Captain Underpants: The First Epic Movie       | Mr. Benjamin "Benny" Krupp / Alsógatyás kapitány (hangja) | Széles Tamás    |
| 2017 | Münó, a holdbéli manó                         | Mune: Guardian of the Moon                     | Spleen (angol hangja)                                     |                 |
| 2017 | Párosan szép az élet                          | I Do... Until I Don't                          | Noah Brewing                                              | Kerekes József  |
| 2017 |                                               | Chappaquiddick                                 | Joe Gargan                                                |                 |
| 2017 | Apavadászat                                   | Father Figures                                 | Peter Reynolds                                            | Forgács Péter   |
| 2018 |                                               | A Futile and Stupid Gesture                    | Tom Snyder                                                |                 |
| 2018 | Haverok harca                                 | Tag                                            | Hogan "Hoagie" Malloy                                     | Forgács Péter   |
| 2019 | Hivatali eltávozás                            | Corporate Animals                              | Brandon                                                   | Forgács Péter   |
| 2019 | Pingvinek                                     | Penguins                                       | narrátor (hangja)                                         | Csankó Zoltán   |
| 2020 | Coffee és Kareem                              | Coffee & Kareem                                | James Coffee rendőrtiszt                                  |                 |
| 2021 | Együtt! Együtt?                               | Together Together                              | Matt                                                      | Crespo Rodrigo  |
| 2021 | Hibás Ron                                     | Ron's Gone Wrong                               | Graham Pudowski (hangja)                                  | Barát Attila    |
| 2023 | Családi cserebere                             | Family Switch                                  | Bill Walker                                               | Forgács Péter   |

### Televízió
| Év        | Magyar cím                        | Eredeti cím                        | Szerep                    | Megjegyzések                                                    |
| --------- | --------------------------------- | ---------------------------------- | ------------------------- | --------------------------------------------------------------- |
| 2002–2009 |                                   | The Daily Show                     | tudósító                  | 207 epizód                                                      |
| 2004      |                                   | Cheap Seats                        | Bradley Wallace           | 2 epizód                                                        |
| 2004–2013 | Az ítélet: család                 | Arrested Development               | James                     | 2 epizód                                                        |
| 2006      | The Colbert Report                | The Colbert Report                 | narrátor                  | 1 epizód                                                        |
| 2006      |                                   | Samurai Love God                   | Samurai Love God (hangja) | minisorozat (3 epizód)                                          |
| 2006–2013 | Office                            | The Office                         | Andy Bernard              | főszereplő (163 epizód)                                         |
| 2008      | Amerikai fater                    | American Dad!                      | Mr. Buckley (hangja)      | 1 epizód                                                        |
| 2008      |                                   | Wainy Days                         | doktor                    | 1 epizód                                                        |
| 2008–2012 |                                   | Childrens Hospital                 | doktor / bemondó          | 5 epizód                                                        |
| 2009      | Family Guy                        | Family Guy                         | Al Gore (hangja)          | 1 epizód                                                        |
| 2011      |                                   | Wilfred                            | Daryl                     | 1 epizód                                                        |
| 2011      |                                   | NTSF:SD:SUV::                      | Eddie                     | 2 epizód                                                        |
| 2011–2013 | Saturday Night Live               | Saturday Night Live                | önmaga / Ted Pelms        | 2 epizód                                                        |
| 2012      |                                   | The Mindy Project                  | Dennis                    | 2 epizód                                                        |
| 2012      | Furcsa amcsik                     | Ugly Americans                     | Dennis                    | 1 epizód                                                        |
| 2012      |                                   | Comedy Bang! Bang!                 | önmaga                    | 1 epizód                                                        |
| 2014      | Brooklyn 99 – Nemszázas körzet    | Brooklyn Nine-Nine                 | Jack Danger               | 1 epizód                                                        |
| 2015      | Muppet Show                       | The Muppets                        | önmaga                    | 1 epizód                                                        |
| 2015      | Bear Grylls: Sztárok a vadonban   | Running Wild with Bear Grylls      | önmaga                    | 1 epizód                                                        |
| 2015–2020 | BoJack Horseman                   | BoJack Horseman                    | Kyle (hangja)             | 3 epizód                                                        |
| 2016      | Tömény történelem                 | Drunk History                      | William McMasters         | 1 epizód                                                        |
| 2017      | Angie Tribeca – A törvény nemében | Angie Tribeca                      | Dr. Clive Mister          | 1 epizód                                                        |
| 2017      |                                   | The Fake News with Ted Nelms       | önmaga                    | - különkiadás - alkotó, író és vezető producer                  |
| 2020      | Aunty Donna: A móka háza          | Aunty Donna's Big Ol' House of Fun | Ed Helms / Egg Helms      | 1 epizód (vezető producer)                                      |
| 2021–2022 |                                   | Rutherford Falls                   | Nathan Rutherford         | - főszereplő (18 epizód) - társalkotó, író - és vezető producer |
| 2022      | Fraggle Rock: Újra zúznak         | Fraggle Rock: Back to the Rock     | Lyle Craggle (hangja)     | 2 epizód                                                        |
| 2022      | Hormonokkal túlfűtve              | Big Mouth                          | Bros 4 Life tag (hangja)  | 1 epizód                                                        |